# Makurdi
Makurdi – miasto w środkowo-wschodniej Nigerii, od 1976 stolica stanu Benue.
Port nad rzeką Benue. Założone w 1927, po przedłużeniu linii kolejowej z Port Harcourt do Jos i Kaduna. Liczy ok. 293 tys. mieszkańców (2012). Węzeł drogowy i kolejowy. Ośrodek uprawy sezamu i handlu nim. Inne dziedziny gospodarki to budowa statków, tartaki, wydobycie piaskowca, wapienia i marmuru, garncarstwo. W Makurdi mieści się wyższa szkoła rolnicza. Silne wpływy organizacji muzułmańskich.
Główne grupy etniczne zamieszkujące Makurdi to: Tiv, Idoma i Igede.